# Giro della Provincia di Grosseto 2009
Il Giro della Provincia di Grosseto 2009, seconda edizione della corsa valevole come prova del circuito UCI Europe Tour 2009 categoria 2.2, si svolse in 3 tappe dal 13 al 15 febbraio 2009 per un percorso totale di 536,5 km, con partenza da Grosseto ed arrivo a Massa Marittima. Fu vinta dall'italiano Daniele Pietropolli del team LPR Brakes-Farnese Vini, che si impose in 14 ore 13 minuti e 54 secondi, alla media di 37,69 km/h.
Partenza da Grosseto con 173 ciclisti, dei quali 78 portarono a termine il giro.

## Tappe
| Tappa  | Data        | Percorso                                    | km    | Vincitore di tappa  | Leader cl. generale |
| ------ | ----------- | ------------------------------------------- | ----- | ------------------- | ------------------- |
| 1ª     | 13 febbraio | Grosseto > Grosseto                         | 184   | Daniele Bennati     | Daniele Bennati     |
| 2ª     | 14 febbraio | Santa Fiora > Orbetello                     | 212,6 | Marco Frapporti     | Daniele Bennati     |
| 3ª     | 15 febbraio | Castiglione della Pescaia > Massa Marittima | 145,8 | Daniele Pietropolli | Daniele Pietropolli |
| Totale | Totale      | Totale                                      | 542,4 |                     |                     |

## Dettagli delle tappe

### 1ª tappa
- 13 febbraio: Grosseto > Grosseto – 184 km

Risultati
| Pos. | Corridore         | Squadra      | Tempo    |
| ---- | ----------------- | ------------ | -------- |
| 1    | Daniele Bennati   | Liquigas     | 4h32'33" |
| 2    | Denis Galimzjanov | Team Katusha | a 4"     |
| 3    | Michele Merlo     | Barloworld   | a 6"     |

| Pos. | Corridore         | Squadra      | Tempo    |
| ---- | ----------------- | ------------ | -------- |
| 1    | Daniele Bennati   | Liquigas     | 4h32'33" |
| 2    | Denis Galimzjanov | Team Katusha | a 4"     |
| 3    | Michele Merlo     | Barloworld   | a 6"     |

### 2ª tappa
- 14 febbraio: Santa Fiora > Orbetello – 212,6 km

Risultati
| Pos. | Corridore        | Squadra    | Tempo    |
| ---- | ---------------- | ---------- | -------- |
| 1    | Marco Frapporti  | CSF Group  | 5h34'46" |
| 2    | Lorenzo Bernucci | LPR Brakes | s.t.     |
| 3    | Murilo Fischer   | Liquigas   | a 21"    |

| Pos. | Corridore         | Squadra      | Tempo     |
| ---- | ----------------- | ------------ | --------- |
| 1    | Daniele Bennati   | Liquigas     | 10h07'19" |
| 2    | Marco Frapporti   | CSF Group    | a 3"      |
| 3    | Denis Galimzjanov | Team Katusha | a 4"      |

### 3ª tappa
- 15 febbraio: Castiglione della Pescaia > Massa Marittima – 145,8 km

Risultati
| Pos. | Corridore           | Squadra       | Tempo    |
| ---- | ------------------- | ------------- | -------- |
| 1    | Daniele Pietropolli | LPR Brakes    | 4h06'32" |
| 2    | Stefano Garzelli    | Acqua & Sap.  | s.t.     |
| 3    | Enrico Gasparotto   | Lampre-N.G.C. | a 2"     |

| Pos. | Corridore         | Squadra       | Tempo     |
| ---- | ----------------- | ------------- | --------- |
| 1    | Daniele Bennati   | Liquigas      | 14h13'54" |
| 2    | Enrico Gasparotto | Lampre-N.G.C. | a 2"      |
| 3    | Stefano Garzelli  | Acqua & Sap.  | s.t.      |

## Classifiche finali

### Classifica generale
| Pos. | Corridore            | Squadra       | Tempo     |
| ---- | -------------------- | ------------- | --------- |
| 1    | Daniele Pietropolli  | LPR Brakes    | 14h13'54" |
| 2    | Enrico Gasparotto    | Lampre-N.G.C. | a 2"      |
| 3    | Stefano Garzelli     | Acqua & Sap.  | s.t.      |
| 4    | Lorenzo Bernucci     | LPR Brakes    | a 14"     |
| 5    | Przemysław Niemiec   | Miche         | a 16"     |
| 6    | Simon Špilak         | Lampre-N.G.C. | a 26"     |
| 7    | Marco Frapporti      | CSF Group     | s.t.      |
| 8    | Leonardo Bertagnolli | Amica Chips   | a 36"     |
| 9    | Grega Bole           | Amica Chips   | a 40"     |
| 10   | Piergiorgio Camussa  | Piemonte      | a 42"     |

### Classifica a squadre
| Pos. | Squadra       | Tempo |
| ---- | ------------- | ----- |
| 1    | Lampre-N.G.C. |       |
| 2    | Miche         |       |
| 3    |               |       |